# Élections générales espagnoles de 2011 en Catalogne
Les élections générales espagnoles de 2011 (en espagnol : Elecciones generales de España de 2011) se sont tenues le dimanche 20 novembre 2011 afin d'élire les 350 députés et 208 des 266 sénateurs de la Xe législature des Cortes Generales. 47 députés sont élus en Catalogne.

## Résultats
| Parti                  | Parti                                                   | Voix      | %     | +/-   | Sièges | +/-           |
| ---------------------- | ------------------------------------------------------- | --------- | ----- | ----- | ------ | ------------- |
|                        | Convergence et Union (CiU)                              | 1 015 691 | 29,35 | 8,42  | 16     | 6             |
|                        | Parti des socialistes de Catalogne (PSC-PSOE)           | 922 547   | 26,66 | 18,73 | 14     | 11            |
|                        | Parti populaire (PP)                                    | 716 371   | 20,70 | 4,30  | 11     | 3             |
|                        | Gauche plurielle (ICV-EUiA)                             | 280 152   | 8,09  | 3,17  | 3      | 2             |
|                        | Gauche républicaine de Catalogne (ERC)                  | 244 854   | 7,07  | 0,76  | 3      | en stagnation |
|                        | Plateforme pour la Catalogne (PxC)                      | 59 949    | 1,73  | Nv.   | 0      | en stagnation |
|                        | Sièges en blanc (EB)                                    | 50 879    | 1,47  | 1,33  | 0      | en stagnation |
|                        | Union, progrès et démocratie (UPyD)                     | 39 650    | 1,15  | 0,98  | 0      | en stagnation |
|                        | Parti animaliste contre la maltraitance animale (PACMA) | 23 826    | 0,69  | 0,40  | 0      | en stagnation |
|                        | Pirates de Catalogne (Pirata.cat)                       | 21 876    | 0,63  | Nv.   | 0      | en stagnation |
|                        | Gauche anticapitaliste (IA)                             | 13 876    | 0,40  | Nv.   | 0      | en stagnation |
|                        | Unification communiste de l'Espagne (UCE)               | 3 904     | 0,11  | Nv.   | 0      | en stagnation |
|                        | Autres partis                                           | 3 401     | 0,10  | -     | 0      | -             |
|                        | Vote blanc                                              | 63 884    | 1,85  | 0,31  |        |               |
|                        |                                                         |           |       |       |        |               |
| Suffrages exprimés     | Suffrages exprimés                                      | 3 460 860 | 98,42 |       |        |               |
| Votes nuls             | Votes nuls                                              | 55 450    | 1,58  |       |        |               |
| Total                  | Total                                                   | 3 516 310 | 100   | -     | 47     | en stagnation |
| Abstention             | Abstention                                              | 1 880 031 | 34,84 |       |        |               |
| Inscrits/Participation | Inscrits/Participation                                  | 5 396 341 | 65,16 |       |        |               |

### Résultats par provinces

#### Barcelone
| Parti                  | Parti                                                   | Voix      | %     | +/-   | Sièges | +/-           |
| ---------------------- | ------------------------------------------------------- | --------- | ----- | ----- | ------ | ------------- |
|                        | Parti des socialistes de Catalogne (PSC-PSOE)           | 727 220   | 27,80 | 18,97 | 10     | 6             |
|                        | Convergence et Union (CiU)                              | 710 178   | 27,15 | 7,57  | 9      | 3             |
|                        | Parti populaire (PP)                                    | 547 376   | 20,93 | 4,12  | 7      | 1             |
|                        | Gauche plurielle (ICV-EUiA)                             | 237 327   | 9,07  | 3,51  | 3      | 2             |
|                        | Gauche républicaine de Catalogne (ERC)                  | 169 601   | 6,48  | 0,11  | 2      | en stagnation |
|                        | Plateforme pour la Catalogne (PxC)                      | 53 142    | 2,03  | Nv.   | 0      | en stagnation |
|                        | Sièges en blanc (EB)                                    | 40 054    | 1,53  | 1,40  | 0      | en stagnation |
|                        | Union, progrès et démocratie (UPyD)                     | 33 111    | 1,27  | 1,08  | 0      | en stagnation |
|                        | Parti animaliste contre la maltraitance animale (PACMA) | 18 638    | 0,71  | 0,42  | 0      | en stagnation |
|                        | Pirates de Catalogne (Pirata.cat)                       | 17 393    | 0,67  | Nv.   | 0      | en stagnation |
|                        | Gauche anticapitaliste (IA)                             | 11 346    | 0,43  | Nv.   | 0      | en stagnation |
|                        | Unification communiste de l'Espagne (UCE)               | 3 341     | 0,13  | Nv.   | 0      | en stagnation |
|                        | Vote blanc                                              | 46 738    | 1,79  | 0,27  |        |               |
|                        |                                                         |           |       |       |        |               |
| Suffrages exprimés     | Suffrages exprimés                                      | 2 615 465 | 98,51 |       |        |               |
| Votes nuls             | Votes nuls                                              | 39 462    | 1,49  |       |        |               |
| Total                  | Total                                                   | 2 654 927 | 100   | -     | 31     | en stagnation |
| Abstention             | Abstention                                              | 1 373 190 | 34,09 |       |        |               |
| Inscrits/Participation | Inscrits/Participation                                  | 4 028 117 | 65,91 |       |        |               |

#### Gérone
| Parti                  | Parti                                                   | Voix    | %     | +/-   | Sièges | +/-           |
| ---------------------- | ------------------------------------------------------- | ------- | ----- | ----- | ------ | ------------- |
|                        | Convergence et Union (CiU)                              | 120 156 | 39,23 | 12,02 | 3      | 1             |
|                        | Parti des socialistes de Catalogne (PSC-PSOE)           | 65 674  | 21,44 | 18,09 | 1      | 2             |
|                        | Parti populaire (PP)                                    | 49 617  | 16,20 | 4,00  | 1      | 1             |
|                        | Gauche républicaine de Catalogne (ERC)                  | 33 000  | 10,78 | 2,41  | 1      | en stagnation |
|                        | Gauche plurielle (ICV-EUiA)                             | 16 777  | 5,48  | 2,27  | 0      | en stagnation |
|                        | Sièges en blanc (EB)                                    | 5 206   | 1,70  | 1,52  | 0      | en stagnation |
|                        | Plateforme pour la Catalogne (PxC)                      | 2 636   | 0,86  | Nv.   | 0      | en stagnation |
|                        | Parti animaliste contre la maltraitance animale (PACMA) | 2 163   | 0,71  | 0,43  | 0      | en stagnation |
|                        | Pirates de Catalogne (Pirata.cat)                       | 1 865   | 0,61  | Nv.   | 0      | en stagnation |
|                        | Union, progrès et démocratie (UPyD)                     | 1 798   | 0,59  | 0,48  | 0      | en stagnation |
|                        | Gauche anticapitaliste (IA)                             | 1 099   | 0,36  | Nv.   | 0      | en stagnation |
|                        | Parti communiste des peuples d'Espagne (PCPE)           | 480     | 0,16  | 0,04  | 0      | en stagnation |
|                        | Unification communiste de l'Espagne (UCE)               | 205     | 0,07  | Nv.   | 0      | en stagnation |
|                        | Vote blanc                                              | 5 572   | 1,82  | 0,11  |        |               |
|                        |                                                         |         |       |       |        |               |
| Suffrages exprimés     | Suffrages exprimés                                      | 306 248 | 98,18 |       |        |               |
| Votes nuls             | Votes nuls                                              | 5 808   | 1,86  |       |        |               |
| Total                  | Total                                                   | 312 056 | 100   | -     | 6      | en stagnation |
| Abstention             | Abstention                                              | 187 853 | 37,58 |       |        |               |
| Inscrits/Participation | Inscrits/Participation                                  | 312 056 | 62,42 |       |        |               |

#### Lérida
| Parti                  | Parti                                                   | Voix    | %     | +/-   | Sièges | +/-           |
| ---------------------- | ------------------------------------------------------- | ------- | ----- | ----- | ------ | ------------- |
|                        | Convergence et Union (CiU)                              | 79 511  | 41,32 | 12,75 | 2      | 1             |
|                        | Parti des socialistes de Catalogne (PSC-PSOE)           | 39 157  | 20,35 | 16,88 | 1      | 1             |
|                        | Parti populaire (PP)                                    | 37 401  | 19,44 | 4,39  | 1      | en stagnation |
|                        | Gauche républicaine de Catalogne (ERC)                  | 16 529  | 8,59  | 4,29  | 0      | en stagnation |
|                        | Gauche plurielle (ICV-EUiA)                             | 7 487   | 3,89  | 1,32  | 0      | en stagnation |
|                        | Sièges en blanc (EB)                                    | 2 573   | 1,34  | 1,22  | 0      | en stagnation |
|                        | Plateforme pour la Catalogne (PxC)                      | 1 074   | 0,56  | Nv.   | 0      | en stagnation |
|                        | Union, progrès et démocratie (UPyD)                     | 1 069   | 0,56  | 0,47  | 0      | en stagnation |
|                        | Pirates de Catalogne (Pirata.cat)                       | 915     | 0,48  | Nv.   | 0      | en stagnation |
|                        | Parti animaliste contre la maltraitance animale (PACMA) | 892     | 0,46  | 0,20  | 0      | en stagnation |
|                        | Gauche anticapitaliste (IA)                             | 551     | 0,29  | Nv.   | 0      | en stagnation |
|                        | Pour un monde + juste (PUM+J)                           | 366     | 0,19  | 0,12  | 0      | en stagnation |
|                        | Parti communiste des peuples d'Espagne (PCPE)           | 355     | 0,18  | 0,10  | 0      | en stagnation |
|                        | Unification communiste de l'Espagne (UCE)               | 91      | 0,05  | Nv.   | 0      | en stagnation |
|                        | Vote blanc                                              | 4 468   | 2,32  | 0,56  |        |               |
|                        |                                                         |         |       |       |        |               |
| Suffrages exprimés     | Suffrages exprimés                                      | 192 439 | 98,14 |       |        |               |
| Votes nuls             | Votes nuls                                              | 3 644   | 1,86  |       |        |               |
| Total                  | Total                                                   | 196 083 | 100   | -     | 4      | en stagnation |
| Abstention             | Abstention                                              | 117 433 | 37,46 |       |        |               |
| Inscrits/Participation | Inscrits/Participation                                  | 313 516 | 62,54 |       |        |               |

#### Tarragone
| Parti                  | Parti                                                   | Voix    | %     | +/-   | Sièges | +/-           |
| ---------------------- | ------------------------------------------------------- | ------- | ----- | ----- | ------ | ------------- |
|                        | Convergence et Union (CiU)                              | 105 846 | 30,53 | 9,40  | 2      | 1             |
|                        | Parti des socialistes de Catalogne (PSC-PSOE)           | 90 496  | 26,10 | 18,82 | 2      | 2             |
|                        | Parti populaire (PP)                                    | 81 977  | 23,64 | 5,87  | 2      | 1             |
|                        | Gauche républicaine de Catalogne (ERC)                  | 25 724  | 7,42  | 1,98  | 0      | en stagnation |
|                        | Gauche plurielle (ICV-EUiA)                             | 18 561  | 5,35  | 2,31  | 0      | en stagnation |
|                        | Union, progrès et démocratie (UPyD)                     | 3 672   | 1,06  | 0,93  | 0      | en stagnation |
|                        | Plateforme pour la Catalogne (PxC)                      | 3 097   | 0,89  | Nv.   | 0      | en stagnation |
|                        | Sièges en blanc (EB)                                    | 3 046   | 0,88  | 0,77  | 0      | en stagnation |
|                        | Parti animaliste contre la maltraitance animale (PACMA) | 2 133   | 0,62  | 0,34  | 0      | en stagnation |
|                        | Pirates de Catalogne (Pirata.cat)                       | 1 703   | 0,49  | Nv.   | 0      | en stagnation |
|                        | Hartos.org                                              | 1 069   | 0,31  | Nv.   | 0      | en stagnation |
|                        | Gauche anticapitaliste (IA)                             | 880     | 0,25  | Nv.   | 0      | en stagnation |
|                        | Parti communiste des peuples d'Espagne (PCPE)           | 712     | 0,21  | 0,07  | 0      | en stagnation |
|                        | Parti républicain de gauche (PRE)                       | 419     | 0,12  | Nv.   | 0      | en stagnation |
|                        | Unification communiste de l'Espagne (UCE)               | 267     | 0,08  | Nv.   | 0      | en stagnation |
|                        | Vote blanc                                              | 7 106   | 2,05  | 0,69  |        |               |
|                        |                                                         |         |       |       |        |               |
| Suffrages exprimés     | Suffrages exprimés                                      | 346 708 | 98,15 |       |        |               |
| Votes nuls             | Votes nuls                                              | 6 536   | 1,85  |       |        |               |
| Total                  | Total                                                   | 353 244 | 100   | -     | 6      | en stagnation |
| Abstention             | Abstention                                              | 201 555 | 36,33 |       |        |               |
| Inscrits/Participation | Inscrits/Participation                                  | 554 799 | 63,67 |       |        |               |